# Hans Blom (filosoof)
Hans Willem Blom (Zandvoort, 25 april 1947) is een Grotius-kenner die als universitair hoofddocent verbonden was aan de Erasmus Universiteit Rotterdam. Hij was gasthoogleraar intellectuele geschiedenis aan de Universiteit van Potsdam en Network Fellow van het Edmond J. Safra Center for Ethics van Harvard University.
Blom promoveerde in 1995 aan de Universiteit Utrecht op het proefschrift Causality and morality in politics. The rise of naturalism in Dutch seventeenth-century political thought.
Blom is sinds 1998 hoofdredacteur van Grotiana, een tijdschrift gewijd aan studies over Hugo de Groot. Hij was tevens redacteur van Hebraic Political Studies en van Geschiedenis van de wijsbegeerte in Nederland.